# جزيرة لانتاو
جزيرة لانتاو وتعني حرفيا الرأس الخشن، هي أكبر جزيرة في هونغ كونغ تقع في مصب نهر اللؤلؤ. إداريا، تتبع لمقاطعة الجزر، إلا أن جزء صغير في شمال شرق الجزيرة يتبع إلى مقاطعة تسوين وان. تبلغ مساحتها 146.38 كيلومتر مربع. كانت الجزيرة سابقا موقع لبعض قرى الصيد الهادئة، إلا أنها تحولت في السنوات الأخيرة بشكل كبير مع تطور عدة مشاريع للبنى التحتية، بما في ذلك مطار هونغ كونغ الدولي الجديد، نغونغ بينغ 360 و وديزني لاند هونغ كونغ.

## التاريخ
تظهر القطع الأثرية المكتشفة في جزيرة إلى أن الأنشطة البشرية ترجع إلى العصر الحجري الحديث والعصر البرونزي. على سبيل المثال، يعتقد أن المنحوتات الصخرية على شيك بيك تعود إلى العصر البرونزي، في حين أن دائرة الحجر في فان لاو هي على الأرجح من العصر الحجري الحديث. يقع كلا الموقعين على الساحل الجنوبي الغربي للجزيرة.
كانت تعرف الجزيرة في الماضي البعيد باسم هاي تاي شان (大奚山). كانت كثيرا ما تظهر في خرائط الملاحة بسبب قربها من البحر على الطريق الرئيسي في جنوب الصين.
في عام 1276 ، فرٌت أسرة سونغ الجنوبية إلى قوانغدونغ بالقوارب هربا من الغزو المغولي، وتركوا الإمبراطور دي غونغ وراءهم. تركز أمل المقاومة على اثنين من الأمراء الصغار، الأخوان غونغ دي. تم إعلان الولد الأكبر سنا تشاو شي البالغ من العمر تسعة سنوات إمبراطورا وفي عام 1277، لجأ البلاط الإمبراطوري إلى خليج سيلفرماين (موين وو) وعلى جزيرة لانتاو، وفي وقت لاحق إلى ما يعرف اليوم بمدينة كولون.
كان الملح ينتج بطريقة غير مشروعة في جزيرة لانتاو. تم اكتشافه ذلك من قبل الحكام الصينيين خلال القرن السادس عشر، فأمر أمراء الحرب المحليين آنذاك بقتل العديد من سكان الجزيرة جراء ذلك.
كانت جزيرة لانتاو جنبا إلى جنب مع توين مون من بين أولى المستوطنات التجارية الأوروبية في نهر اللؤلؤ، التي أنشأها التجار البرتغاليين في أوائل القرن الرابع عشر. تخلى البرتغال عن هذه المستوطنات حول 1517، في أعقاب هزيمتهم ضد القوات الصينية. أصبحت الجزيرة في وقت لاحق مركزا تجاريا هاما بالنسبة لبريطانيا، قبل وقت طويل من إظهارهم الاهتمام بجزيرة هونغ كونغ.
استخرجت الفضة من موي مو حتى القرن التاسع عشر.
كانت لانتاو موقعا رئيسيا في المقاومة ضد اليابانيين خلال الحرب العالمية الثانية. حيث أن حركة المقاومة استفادت من المناطق المشجرة في الجزيرة، والوديان العميقة من أجل تنظيم الكمائن ونقل الإمدادات. اكتسبت حركة المقاومة سمعة جيدة لصلابتها ومثابرتها خلال الحرب وحتى اندحار الاحتلال الياباني في عام 1945.

## الخصائص الجغرافية

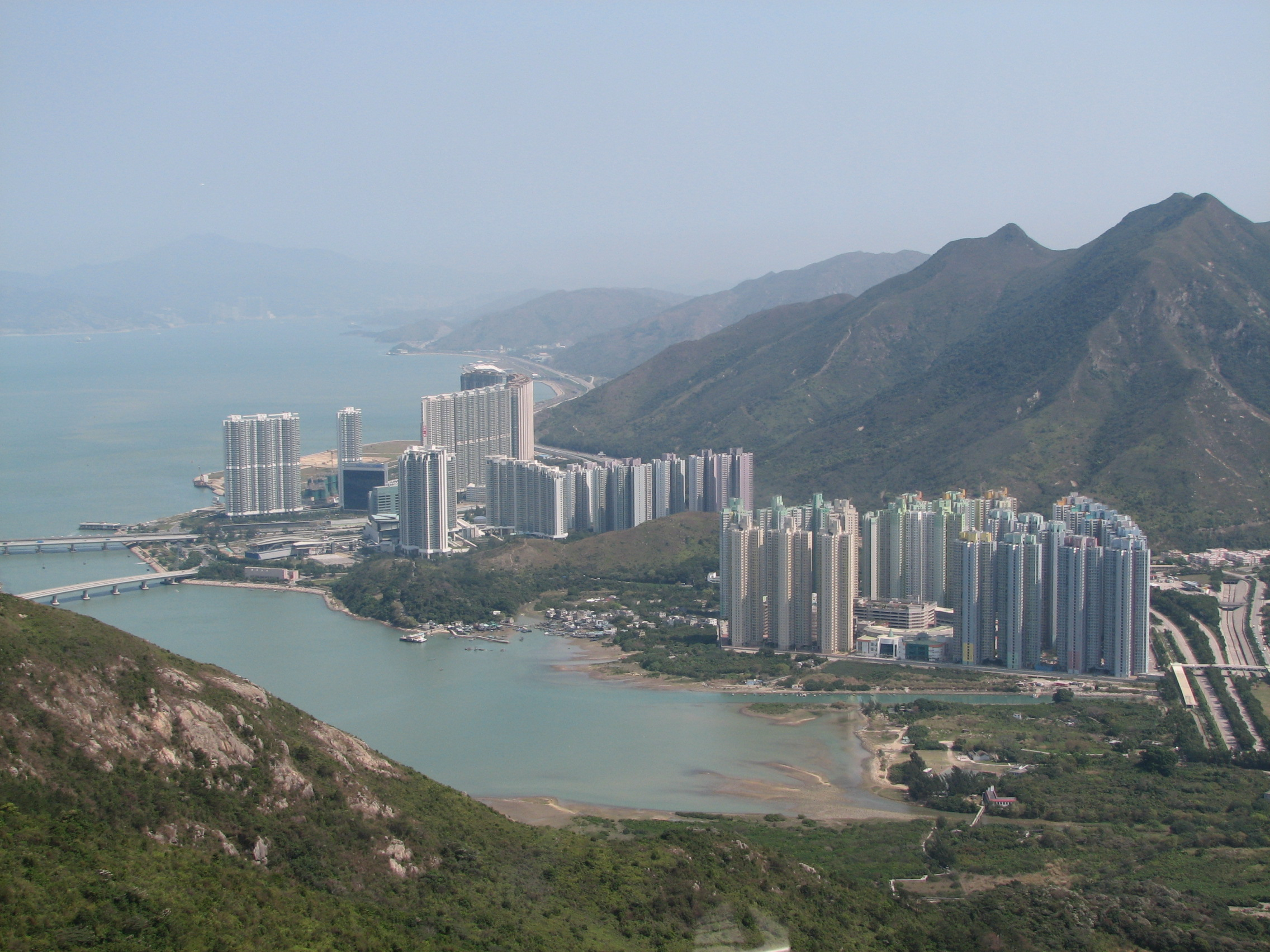
منظر لمدينة تونغ تشونغ الجديدة، كما يُرى من الغرب، مأخوذ من عربة تلفريك نغونغ بينج سكايريل

تتكون جزيرة لانتاو أساسا من التضاريس الجبلية. وتبلغ مساحتها تقريبا 146 كيلومتر مربع، فهي أكبر جزيرة في هونغ كونغ، وتعادل حوالي ضعف حجم جزيرة هونغ كونغ. ترتفع قمة لانتاو (934 م) وهي أعلى نقطة في الجزيرة. وهي ثاني أعلى نقطة في هونغ كونغ بعد قمة مو تاي شان، وتعادل تقريبا ضعف ارتفاع قمة فيكتوريا في جزيرة هونغ كونغ. كثيرا ما يشار إلى جزيرة لانتاو باسم "رئتي هونغ كونغ"، وذلك بسبب وفرة الغابات الأصلية والندرة النسبية للمشاريع السكنية الشاهقة التي تميز جزيرة هونغ كونغ وكولون.

## تعداد السكان
جزيرة لانتاو لديها كثافة سكانية منخفضة نسبيا بوجود 45,000 نسمة فقط يعيشون هناك، مقارنة مع 1.4 مليون نسمة في جزيرة هونغ كونغ. تنتشر المستوطنات في جميع أنحاء الجزيرة، ولكل منها خصائصها المميزة. كان للانتهاء من أعمال مطار هونغ كونغ الدولي في تشيك لاب كوك في عام 1998 دور كبير في تغيير صورة الشمال الغربي لجزيرة لانتاو، حيث أن قرية تونغ تشونغ القديمة الهادئة أصبحت مدينة جديدة وموطنا لأكثر من 25,000 نسمة من أكثر من 30 دولة.

## مناطق الجذب السياحي

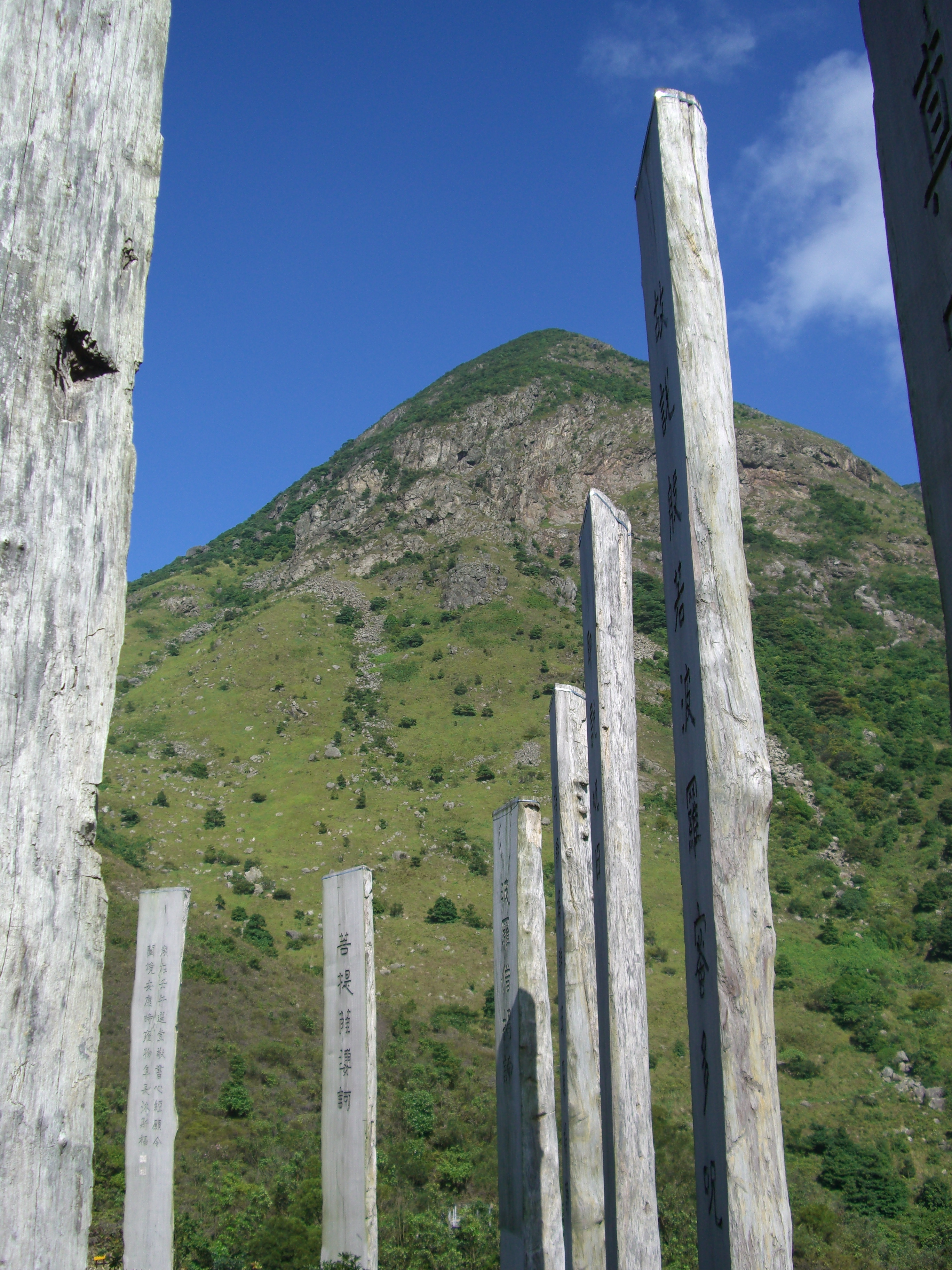
طريق الحكمة الطريق بالقرب من دير بو لين

يقع تمثال بوذا تيان تان (أو "بوذا العملاق") على هضبة نغونغ بينغ وهو تمثال بروني لبوذا بارتفاع 85 قدما كما يوجد العديد من الأديرة والمطاعم بالقرب منه. يمكن للزوار أن يتوجهوا في مدة 25 دقيقة بركوب تلفريك نغونغ بينغ من تونغ تشونغ إلى هضبة نغونغ بينغ.
نغونغ بينغ 360 هو تجربة سياحية جديدة، والذي يجمع بين تلفريك بطول 5.7 كم مع رحلة إلى تمثال بوذا أكبر تمثال برونزي جالس لبوذا في الهواء الطلق في العالم.

## وانظر أيضا
- جزيرة هونغ كونغ